# Ciclo parasexual
El ciclo parasexual o parasexualidad es un ciclo que implica cambios en el número cromosómico, pero que difiere en lugar y tiempo del ciclo sexual; tiene lugar en los hongos cuyo ciclo normal está suprimido o aparentemente ausente.
Parasexual es cualquier sistema genético que origina variabilidad genética por procesos distintos a los que constituyen la reproducción sexual que son: la meiosis y la fecundación.

## Importancia
La incompatibilidad somática (vegetativa) generalmente previene la heterocariotasis generalizada entre micelios. Sin embargo, la compatibilidad vegetativa no es una barrera completa para la formación de micelios heterocariontes entre diferentes individuos. En ocasiones, dos núcleos haploides en un micelio vegetativo se fusionan para dar un núcleo diploide somático. Cuando el micelio es heterocariótico, entonces la fusión puede ocurrir entre núcleos genéticamente diferentes para dar un núcleo diploide heterocigoto.
Tal diploidización es muy extraña que ocurra, tal vez una vez en un millón de núcleos por población. El cruce mitótico en estos núcleos diploides ocurre y genera diversidad. Este es un evento raro en comparación con el cruce meiótico, que ocurre tal vez una vez por cada 500 mitosis.
Los errores en la mitosis son bastante comunes, y a menudo la mitosis de un núcleo diploide resulta en aneuploidía. Tales anomalías en el número de cromosomas comúnmente conducen a un crecimiento escaso, y un mayor cambio en el número de cromosomas resulta en la restauración del estado haploide.

## Utilidad
Antes de la biología molecular, la recombinación parasexual se utilizó para producir nuevas cepas de hongos asexuales o de importancia comercial (por ejemplo, para producir cepas de Penicillium). En hongos predominantemente asexuales, el ciclo parasexual ha permitido la creación de híbridos con mejores características para la producción de antibióticos que sus cepas parentales.
Su utilidad  se limita en gran medida a la cultura de laboratorio, muy explotada en el acoplamiento, y no parece ser un fenómeno importante de recombinación en la naturaleza. Los hongos que son diploides durante la mayor parte de su ciclo de vida también pueden someterse a un ciclo parasexual. Por ejemplo, en Candida albicans, las células diploides se fusionan para formar células tetraploides (4n), que sufren mitosis y pérdida aleatoria de cromosomas que los devuelve al estado diploide sin que se produzca meiosis.

## El ciclo
La parasexualidad consiste en los siguientes procesos: heterocariosis, cariogamia, recombinación, segregación mediante entrecruzamiento mitótico y haploidización. Los procesos parasexuales se asemejan a la reproducción sexual, pero estos pueden tener lugar cuando el micelio está en desarrollo, mientras que la fase sexual (sí la hay) depende de las condiciones nutritivas y del hábitat.
Cuando es homocariótico los núcleos presentes en una hifa son del mismo tipo genético. 
Para el caso heterocariótico dos o más núcleos son genéticamente distintos. Dos hifas de individuos diferentes se unen mediante un proceso llamado anastomosis, lo cual genera un micelio con una cantidad duplicada de cromosomas. En la heterocariosis se produce la fusión de micelios genéticamente distintos, el par formado sufre mitosis o puede suceder en la mutación de un micelio.
La fusión hifal entre dos homocariontes diferenciados genéticamente, produce un heterocarionte. Cuando los núcleos haploides se fusionan producen un núcleo diploide heterocigoto. A veces se recombinan los cromosomas homólogos (cruce mitótico). Otras veces, los errores mitóticos producen aneuploidías, con números de cromosomas anormales (2n-1) y de crecimiento pobre. El estado haploide se recupera por la pérdida de cromosomas. Dado que los cromosomas perdidos pueden haber llegado desde cualquier homocarionte original, surge una recombinación incluso si el cruce mitótico no se ha producido.